# بل غليد
بل غليد (بالإنجليزية: Belle Glade)‏ هي مدينة أمريكية تقع في ولاية فلوريدا. تبلغ مساحة هذه المدينة 12.1 (كم²)،ويبلغ عدد سكانها 16739 نسمة حسب إحصاء سنة 2010 م 16739.تشير إحصاءات سنة 2000م بأن الكثافة السكانية في هذه المدينة تقدر بـ(1237.9) نسمة/كم2 

## التركيبة السكانية
حدّد مكتب تعداد الولايات المتحدة بيانات التركيبة السكانية لبل غليد في تعداد الولايات المتحدة. في ما يلي، التركيبة السكانية حسب تعدادي 2000 و2010.

### تعداد عام 2000
بلغ عدد سكان بل غليد 14,906 نسمة بحسب تعداد عام 2000، وبلغ عدد الأسر 4,854 أسرة وعدد العائلات 3,434 عائلة مقيمة في المدينة. في حين سجلت الكثافة السكانية 819 نسمة لكل كيلومتر مربع (2,121.2/ميل2). وبلغ عدد الوحدات السكنية 5,374 وحدة بمتوسط كثافة قدره 295.3 لكل كيلومتر مربع (764.8/ميل2).
وتوزع التركيب العرقي للمدينة بنسبة 30.29% من البيض و50.68% من الأمريكيين الأفارقة و0.17% من الأمريكيين الأصليين و0.19% من الأمريكيين ذوي الأصول الآسيوية و0.04% من سكان جزر المحيط الهادئ و9.70% من الأعراق الأخرى و8.93% من عرقين مختلطين أو أكثر و27.57% من الهسبانيون أو اللاتينيون من أي عرق.
بلغ عدد الأسر 4,854 أسرة كانت نسبة 47.6% منها لديها أطفال تحت سن الثامنة عشر تعيش معهم، وبلغت نسبة الأزواج القاطنين مع بعضهم البعض 40.9% من أصل المجموع الكلي للأسر، ونسبة 22% من الأسر كان لديها معيلات من الإناث دون وجود شريك، بينما كانت نسبة 7.8% من الأسر لديها معيلون من الذكور دون وجود شريكة وكانت نسبة 29.3% من غير العائلات. تألفت نسبة 23.3% من أصل جميع الأسر من عدة أفراد يعيشون في نفس المنزل ونسبة 6.1% كانت تتألف من شخص يعيش بمفرده يبلغ من العمر 65 عاماً أو أكثر. وبلغ متوسط حجم الأسرة المعيشية 3.04، أما متوسط حجم العائلات فبلغ 3.62.
بلغ العمر الوسطي للسكان 29.9 عاماً. وكانت نسبة 33.5% من القاطنين تحت سن الثامنة عشر، وكانت نسبة 10% بين الثامنة عشر والرابعة والعشرين عاماً، ونسبة 27% كانت واقعةً في الفئة العمرية ما بين الخامسة والعشرين والرابعة والأربعين عاماً، ونسبة 20.4% كانت ما بين الخامسة والأربعين والرابعة والستين، ونسبة 8.2% كانت ضمن فئة الخامسة والستين عاماً فما فوق. يوجد لكل 100 أنثى 102.7 ذكر، ويوجد لكل 100 أنثى في الثامنة عشر من عمرها فما فوق 101.5 ذكر.
بلغ متوسط دخل الأسرة في المدينة 22,715 دولارًا، أما متوسط دخل العائلة فبلغ 26,756 دولارًا. وكان متوسط دخل الذكور 26,232 دولارًا مقابل 21,410 دولارًا للإناث. وسجل دخل الفرد الخاص بالمدينة 11,159 دولارًا. وكانت نسبة 28.5% من العائلات ونسبة 32.9% من السكان تحت خط الفقر، وكان من هؤلاء نسبة 41.4% تحت سن الثامنة عشر ونسبة 21.4% في الخامسة والستين من العمر وما فوق.

### تعداد عام 2010
بلغ عدد سكان بل غليد 17,467 نسمة بحسب تعداد عام 2010، وبلغ عدد الأسر 5,651 أسرة وعدد العائلات 4,037 عائلة مقيمة في المدينة. في حين سجلت الكثافة السكانية 959.7 نسمة لكل كيلومتر مربع (2,485.6/ميل2). وبلغ عدد الوحدات السكنية 6,368 وحدة بمتوسط كثافة قدره 349.9 لكل كيلومتر مربع (906.2/ميل2).
وتوزع التركيب العرقي للمدينة بنسبة 31.13% من البيض و56.28% من الأمريكيين الأفارقة و0.17% من الأمريكيين الأصليين و0.47% من الأمريكيين ذوي الأصول الآسيوية و0.15% من سكان جزر المحيط الهادئ و9.84% من الأعراق الأخرى و1.95% من عرقين مختلطين أو أكثر و34.23% من الهسبانيون أو اللاتينيون من أي عرق.
بلغ عدد الأسر 5,651 أسرة كانت نسبة 47.1% منها لديها أطفال تحت سن الثامنة عشر تعيش معهم، وبلغت نسبة الأزواج القاطنين مع بعضهم البعض 36.5% من أصل المجموع الكلي للأسر، ونسبة 25.5% من الأسر كان لديها معيلات من الإناث دون وجود شريك، بينما كانت نسبة 9.4% من الأسر لديها معيلون من الذكور دون وجود شريكة وكانت نسبة 28.6% من غير العائلات. تألفت نسبة 23.6% من أصل جميع الأسر من عدة أفراد يعيشون في نفس المنزل ونسبة 8.3% كانت تتألف من شخص يعيش بمفرده يبلغ من العمر 65 عاماً أو أكثر. وبلغ متوسط حجم الأسرة المعيشية 3.06، أما متوسط حجم العائلات فبلغ 3.61.
بلغ العمر الوسطي للسكان 30.5 عاماً. وكانت نسبة 31.4% من القاطنين تحت سن الثامنة عشر، وكانت نسبة 11.3% بين الثامنة عشر والرابعة والعشرين عاماً، ونسبة 24.5% كانت واقعةً في الفئة العمرية ما بين الخامسة والعشرين والرابعة والأربعين عاماً، ونسبة 22.7% كانت ما بين الخامسة والأربعين والرابعة والستين، ونسبة 10% كانت ضمن فئة الخامسة والستين عاماً فما فوق. وتوزع التركيب الجنسي للسكان بنسبة 50% ذكور و50% إناث.

## أعلام
- جيمس بلاكمان
- جو ستراودير
- داميان بيري
- أندريه واترس
- تيم سيمز